# Civilization (brætspil)
Civilization er et brætspil er designet af Francis Tresham, og udgivet i 1980 af Hartland Trefoil, samt i en amerikansk udgave i 1981 af Avalon Hill. 
Brætspillet har ikke noget at gøre med computerspilserien Civilization, bortset fra at Sid Meier og Microprose købte retten til at bruge navnet af Avalon Hill. Der er dog i 2002 kommet en brætspilsversion af computerspillet, som hedder Sid Meier's Civilization: The Boardgame.

## Om spillet
De to til syv spillere kæmper om at opbygge den største, den stærkeste og – selve spilmålet – den mest fremskredne cilisation i området omkring det østlige Middelhav og Nærøsten. De repræsenterer hver et folkeslag (f.eks. illyriere, ægyptere eller babyloner) og skal forsøge at nå først gennem de 15 stadier for civilisation som går fra 8.000 f.Kr. til 250 f.Kr.
Hver spiller starter med en befolkning på 7.000 (=en brik). Efterhånden som befolkningen vokser kan man bygge byer inden for det område, man kontrollerer. Hver by giver et handelskort, som kan bruges til at handle med ni handelsvarer (såsom korn eller bronze). Når man handler sker der også ubehagelige ting, såsom vulkanudbrud, hungersnød eller borgerkrig. Ved at samle handelskort kan man investere i civilisationskort, som giver specielle evner og bonus, når man skal købe nye kort. Kortene kan f.eks. give adgang til landbrug, filosofi eller medicin.
Spillet kan godt ligne et krigsspil, men det er i langt højere grad et handelsspil, hvor man har mest gavn af at samarbejde. Der er dog lagt op til konfrontationer, da spillet er designet sådan, at de enkelte civilisationer begrænser hinanden geografisk. I den situation må finde en løsning, der tillader at ens civilisation kan vokse, hvad enten løsningen er militær, diplomatisk eller noget tredje.
Spillet har stor udbredelse og regnes for et af de bedste spil om gamle civilisationer. 

## Udvidelser
Der er udgivet fire officielle udvidelser til Civilization. Eastern Expansion Map og Civilization Expansion Trade Cards Set er udvidelser, som giver hhv. flere territorier og flere handelsvarer at spille om.
Advanced Civilization er en udvidelse, som indeholder – ud over flere handelsvarer – en række forenklinger af reglerne, som bl.a. skulle afbalancere spillet bedre. Det har dog været diskuteret, om det er lykkedes.
Der er også kommet en udvidelse som kan bruges til begge versioner: Civilization Western Extension Map med territorier omkring det vestlige Middelhav.
Civilization: The Expansion Project er en uofficiel udvidelse til Advanced Civilization, som kan stå alene. Den har udvidet kortet kraftigt og en del regler er ændret.

## Priser
- Origins Awards: Best Pre-20th Century Boardgame of 1982